# Placenta

Rappresentazione grafica della placenta

La placenta (dal latino classico placenta, "focaccia"; termine a sua volta derivato dal greco πλακοῦς o πλακοῦντος: "di forma schiacciata") è un organo vascolare temporaneo tipico dell'apparato riproduttivo femminile nella sottoclasse dei mammiferi detti placentati.
La placenta è formata da un lato da tessuti originati dall'embrione (faccia corionica, che volge verso l'embrione o il feto), dall'altro da tessuti originati dalla madre (faccia basale, che volge verso il viscere materno: l'utero).
Essa collega il sistema circolatorio del concepito e della donna gravida e funge da "barriera" di separazione tra l'ambiente amniotico del feto e l'ambiente della cavità uterina. È inoltre un organo endocrino in quanto produce ormoni e li riversa nel torrente circolatorio della madre, come ad esempio la gonadotropina corionica.
La placenta si forma soltanto in età adulta come organo comune tra l'organismo madre e l'organismo figlio, ed è destinata all'eliminazione con il parto.
L'importanza a livello tassonomico, evolutivo e di conseguenza funzionale di questo importante organo, attraverso il quale avvengono gli scambi tra il corpo materno e l'embrione, è fondamentale.  Data l'elevata biodiversità dei mammiferi, con tempi e modi di gestazione anche molto variabili, le placente hanno subìto processi evolutivi di specializzazione che ne hanno originato diverse tipologie.
La sottoclasse dei mammiferi placentati è detta dei teri, (il cui nome deriva dal greco θηρίον = bestia); essa si suddivide nelle infraclassi dei metaplacentati e degli euplacentati.
In alcuni mammiferi, quali alcune razze di bovini, felini, la madre libera il piccolo appena nato dalla placenta e dal sacco amniotico, e se ne ciba in quanto essi rappresentano una grande risorsa di proteine e di nutrimento per riacquistare le forze spese per il parto e dalla perdita di sangue che ne deriva.
Una forma di placenta esiste analogamente anche in alcuni altri animali vivipari, e in genere è soltanto analoga a livello funzionale con la vera placenta tipicamente mammaliana.

## La placenta umana

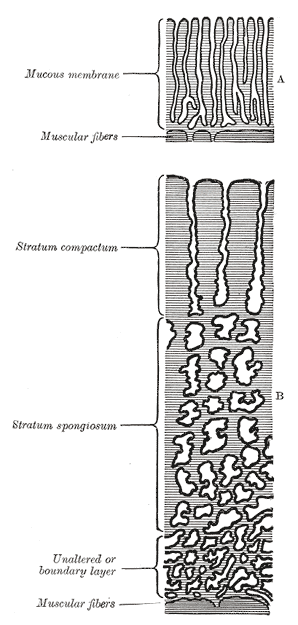
Sopra: endometrio di una donna durante la fase "quiescente" del ciclo mestruale
Sotto: endometrio di una donna durante il "periodo finestra" che consentirà l'annidamento della blastocisti. La porzione di endometrio che accoglierà il concepito verrà denominata decidua.

La placenta è formata da due porzioni che andranno ad annidarsi tra loro durante la gestazione:
- porzione materna, derivata dalla tonaca mucosa dell'utero (detta endometrio);
- porzione embrionale, derivata dal corion dell'embrione (dal latino chorion, cuoio; in istologia si usa per indicare qualsiasi tessuto connettivale sottostante agli epiteli. Un esempio è il derma della cute, che può anche essere denominato corion).[3]

Queste strutture in un primo momento si svilupperanno autonomamente e solo successivamente si andranno a unire per formare il primo abbozzo della placenta. Il processo di unione rientra in quella fase embrionale descritta come annidamento.

### Pars basalis
La porzione materna della placenta è denominata anche "pars basalis" ed è composta dalla tonaca mucosa (endometrio) dell'utero, quindi da un epitelio cilindrico semplice e da un connettivo sottostante. Questi due tessuti assumono degli aspetti eterogenei in base alla fase della gravidanza che sono principalmente determinati da ormoni sessuali femminili e presenza del concepito sotto forma di morula o blastocisti.
Durante il 14º giorno circa del ciclo mestruale l'endometrio è soggetto a regolazione ormonale da parte dell'ovaio. Nello specifico, la formazione del corpo luteo in seguito all'ovulazione permette alla donna di possedere un livello ematico sempre più alto di progesterone. Da un punto di vista istologico il corpo luteo altri non è che un follicolo di Graaf trasformato. Grazie al progesterone l'ovaio regola l'attività proliferativa delle cellule endometriali, inizializzando la fase proliferativa del ciclo mestruale. A livello molecolare questo ormone si lega alle cellule stromali endometriali, inizializzando la reazione pre-deciduale: questi fibroblasti accumulano glicogeno e nutrienti; ne consegue che il connettivo endometriale diventa edematoso; inoltre modifica la composizione del muco cervicale: da acido e denso diventa basico e meno viscoso (ciò per consentire allo spermatozoo di risalire dall'utero verso la tuba uterina). I livelli di progesterone sono destinati a crollare in casi di mancata fecondazione; ne conseguirà che l'endometrio non sarà più una struttura adatta ad ospitare il futuro embrione. Ecco perché si parla di periodo "finestra" ideale per consentire la fecondazione della cellula uovo con lo spermatozoo.

### Chorion frondosum
Lo zigote (fecondato solitamente nell'ampolla della tuba uterina) è destinato a discendere verso il corpo dell'utero per mezzo di due movimenti della tuba uterina: quello peristaltico della tonaca media e quello delle ciglia della mucosa. Durante la sua discesa egli acquisirà per mezzo di numerosi processi mitotici (definiti "segmentazioni") diversi fenotipi, passando per lo stadio di morula e blastocisti. La blastocisti attraverso la "seconda grande scelta differenziativa" darà origine a due tessuti extraembrionali: sinciziotrofoblasto e citotrofoblasto. Saranno queste le strutture che si annideranno nell'endometrio uterino, che di tutta risposta avvierà la cosiddetta "reazione deciduale".

### Placentazione
La placenta si forma con la penetrazione dei villi coriali nell'endometrio e permette, durante la gestazione, la regolazione del passaggio dei gas respiratori, dei nutrienti, degli anticorpi e delle sostanze di rifiuto tra madre ed embrione. Funge inoltre da barriera, impedendo il passaggio di proteine estranee e microrganismi, ed è coinvolta, in questa funzione filtrante, nell'impedire le reazioni di rigetto dell'embrione da parte dell'organismo ospitante.
Infine, ha funzioni endocrine con la produzione di ormoni, diversi, e non sempre presenti, nei differenti organismi, ma principalmente gonadotropina corionica, che riveste la superficie esterna del trofoblasto, estrogeni, progesterone, ormone lattogeno placentare. La funzione della placenta è quindi quella di ossigenare, nutrire, difendere e disintossicare l'organismo durante lo sviluppo prenatale. Assieme ad allantoide, corion, amnios, sacco vitellino e cordone ombelicale fa parte dei cosiddetti "annessi embrionali" dei mammiferi euteri.